# Dirceu
Dirceu José Guimarães, được gọi là Dirceu (phát âm tiếng Bồ Đào Nha: [dʒiʁˈsew]; 15 tháng 6 năm 1952 - 15 tháng 9 năm 1995), là một cầu thủ bóng đá người Brazil. Ông đã chơi như một tiền vệ tấn công với nhiều đội bóng, đặc biệt là Botafogo và đội tuyển quốc gia Brazil, cũng như nhiều đội bóng Ý trong những năm 1980 đầu thập niên 1990.

## Tiểu sử
Dirceu được sinh ra tại Curitiba, miền nam Brazil, vào ngày 15 tháng 6 năm 1952.

## Sự nghiệp câu lạc bộ
Đầu trong sự nghiệp của mình, Dirceu chơi cho Coritiba, Botagofo (1971-1975), Fluminense (1975-1977) và Vasco da Gama ở nước mình, trước khi chi tiêu một năm ở Mexico tại América. Năm 1979, anh ký hợp đồng với đội bóng Tây Ban Nha Atlético Madrid, nơi anh ở lại đến năm 1982, chơi 84 trận và ghi 18 bàn. Năm 1982, anh ký hợp đồng với đội bóng Ý Hellas Verona, đội đầu tiên trong số năm đội bóng Serie A của Ý mà anh thay đổi hàng năm (lần cuối là Avellino vào năm 1986-1987), trước khi trở lại Vasco da Gama. Năm 1988 Dirceu chơi ở Hoa Kỳ cho Fort Lauderdale Strikers, và vào năm 1989-1991, anh chơi bóng lần nữa ở miền Nam nước Ý, lần này là cho Ebolitana (1989-1992) và Benevento (1991-1992). Đội bóng cuối cùng của anh là Atlético Yucatán ở Mexico, nơi anh kết thúc sự nghiệp vào năm 1995.